# Landeshauptmannschaft Hof

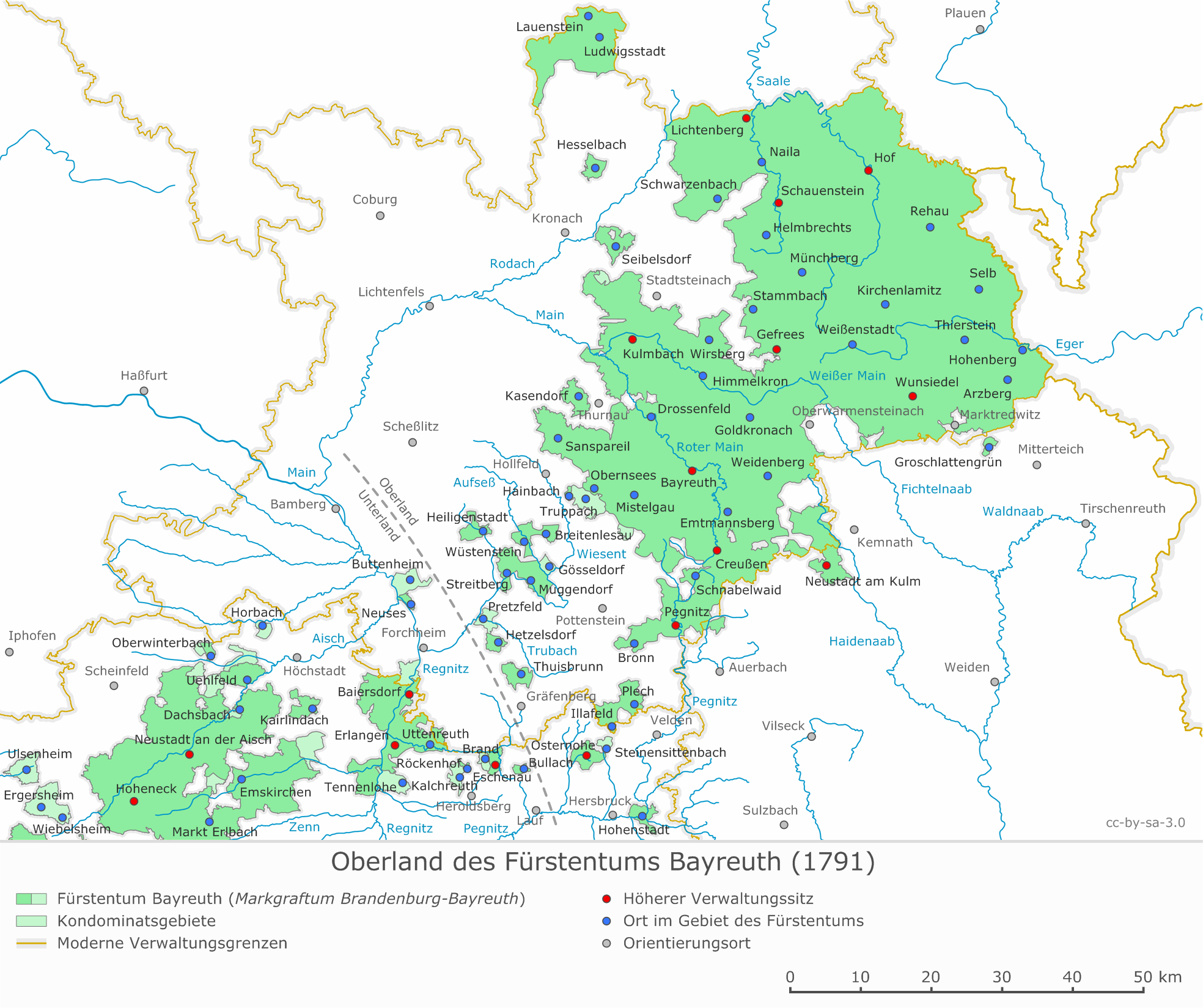
Das Oberland des Fürstentums Bayreuth mit der Landeshauptmannschaft Hof im Nordosten

Die Landeshauptmannschaft Hof war ein Verwaltungsgebiet des Fürstentums Bayreuth, das bis 1791/92 von einer Nebenlinie der Hohenzollern regiert wurde.

## Lage
Die Landeshauptmannschaft Hof grenzte im Osten an die Böhmisch-Zedtwitz’sche Herrschaft Asch und an die Kursächsisch-Voigtländischen Ämter Plauen und Voigtsberg, im Westen an das Hochstift Bamberg und an die Amtshauptmannschaft Kulmbach, im Süden an das Oberamt Gefrees und an die Amtshauptmannschaft Wunsiedel und im Norden an Sachsen-Saalfeld und dem Hochstift Bamberg.

## Geschichte
Die Landeshauptmannschaft Hof war während der ersten Hälfte des 16. Jahrhunderts aus dem 1498 eingerichteten „Militärkreis Hof“ entstanden. 1777 wurde das Oberamt Lichtenberg eingegliedert, 1779 das Oberamt Stockenroth.
1791 war das Gebiet der Landeshauptmannschaft Hof 17 Quadratmeilen groß. Es gab 41213 Einwohner, die sich auf 7189 Häusern und 129 Mahl- und Getreidemühlen verteilten. Die Landeshauptmannschaft Hof gliederte sich in siebzehn Ämtern: Stadt Hof, Kastenamt Hof, Klosteramt Hof, Stadtvogteiamt Hof, Hospitalamt Hof, Vogteiamt Rehau, Verwaltungsamt Pilgramsreuth, Vogteiamt Naila, Verwaltungsamt Selbitz, Verwaltungsamt Schwarzenbach am Walde, Verwaltung Bernstein, Stadt Münchberg, Kastenamt Münchberg, Stadtrichteramt Münchberg, Kasten- und Richteramt Sparneck. Die Ämter waren teilweise zusammengefasst.
Außerdem gab 70 Rittergüter, die allesamt Bayreuthisches oder Gräflich Reußisches Mannlehen waren. Die einzelnen Rittergüter hatten das Niedergericht inne und konnten Steuern erheben. Die Hohe Gerichtsbarkeit lag jedoch bei den Lehnsherren.

## Struktur

### Hof (Hospital-, Kasten-, Kloster- und Stadtvogteiamt)
Ursprünglich waren die Vögte von Weida Lehnsherren von Hof und Umgebung. 1337 verkauften sie ihre Ansprüche an die Burggrafschaft Nürnberg.
Dem Hospital-, Kasten-, Kloster- und Stadtvogteiamt Hof unterstanden folgende Orte:
Alsenberg, Altenstadt, Brunn, Brunnenthal, Draisendorf, Eisenbühl, Eppenreuth, Epplas, Erlalohe, Erlenhof, Ehrlich, Eulenhammer, Faßmannsreuth, Fattigau, Finkenflug, Fletschenreuth, Föhrenreuth, Fohrenreuth, Geiersberg, Geige, Gottfriedsreuth, Hadermannsgrün, Haidt, Hartmannsreuth, Heroldsgrün, Hof, Holler, Katzeneichen, Kautendorf, Kegelmühle, Klötzlamühle, Köditz, Lamitz, Langenbach, Lausenhof, Leimitz (z. T.), Leupoldsgrün, Lipperts, Lohwiese, Ludwigsbrunn, Martinlamitz, Martinsreuth, Maihof, Moos, Moschendorf, Mühldorf, Münchenreuth, Neuhaus, Neuhof, Nonnenwald, Oberpferdt, Osseck, Osseck am Wald, Ottengrün, Papiermühle, Pilgramsreuth, Pirk, Posterlitz, Pretschenreuth, Prex, Regnitzlosau, Reuthlas, Rodesgrün, Rosenbühl, Rothenbürg, Saalbach, Schlegel, Schwarzwinkel, Schwesendorf, Silberbach, Staudenmühle, Stelzendorf, Stiftsgrün, Stobersreuth, Tauperlitz, Tiefengrün, Töpen, Trogen, Trogenau, Unterkotzau, Ullitz, Vierschau, Walburgisreuth, Wölbattendorf, Wölbersbach, Wurlitz (z. T.).

### Vogteiamt Rehau
Das Vogteiamt Rehau wurde im 14. Jahrhundert von den Herren von Kotzau für 800 ungarische Goldgulden an die Burggrafschaft Nürnberg verkauft. Pilgramsreuth war ursprünglich ein Rittergut, das die Herren von Beulwitz von Brandenburg-Kulmbach als Mannlehen erhalten hatten. Das Geschlecht starb 1774 ohne männliche Nachkommen aus und fiel somit an das Fürstentum heim. Das Verwaltungsamt Pilgramsreuth war dem Vogteiamt Rehau untergeordnet. Es unterstanden diesem folgende Orte:
Vogteiamt Rehau
Degenreuth, Heinersberg, Rehau und Ziegelhütte.
Verwaltungsamt Pilgramsreuth
Eulenhammer, Fohrenreuth, Höllenreuth, Leimitz (z. T.), Moschendorf, Pilgramsreuth, Röllmühle, Wurlitz (z. T.) und  Wüstenbrunn.

### Vogteiamt Naila
Zum Vogteiamt Naila gehörte das Verwaltungsamt Selbitz. Außerdem war Naila Sitz eines Bergamtes das insgesamt 45 Steinbrüche verwaltete. Es unterstanden dem Amt folgende Orte:
Vogteiamt Naila
Dreigrün, Erbsbühl, Finkenflug, Linden, Naila, Reutberg, Rodesgrün (z. T.), Schottenhammer.
Verwaltungsamt Selbitz
Dörnthal, Froschgrün, Gorlas, Hüttung, Kohlbühl, Rodesgrün (z. T.), Selbitz, Stegmühle, Weidesgrün.

### Verwaltungsamt Schwarzenbach am Wald
Schwarzenbach am Wald und Bernstein waren ursprünglich Rittergüter der Herren von Reitzenstein, die es als Mannlehen von Brandenburg-Kulmbach erhalten hatten. Bernstein fiel 1752 an das Fürstentum heim, da der Schlossherr Christian Ernst von Reitzenstein keine männliche Nachkommen hatte. Das Rittergut Schwarzenbach wurde von den dortigen Reitzensteins 1757 für 80000 fl. an die Herren von Künsberg verkauft, die es aber wegen Überschuldung Brandenburg-Bayreuth überlassen mussten. Dem Amtsverwalter stand das Kameraljustizwesen und die Vogteilichkeit zu. Zum Verwaltungsamt gehörte die Verwaltung Bernstein. Folgende Orte unterstanden den beiden Ämtern:
Verwaltungsamt Schwarzenbach am Wald
Dorschenmühle, Froschbach, Gottmannsgrün, Hühnergrund, Kleindöbra, Lippertsgrün, Löhmar, Löhmarmühle, Meierhof, Pechreuth, Poppengrund, Rauschengrund, Rauschenhammermühle, Schmölz, Schönbrunn, Schübelhammer, Schwarzenbach am Wald, Straßdorf, Überkehr, Viceburg, Weystauden, Zuckmantel.
Verwaltung Bernstein
Affenost, Bernstein, Breitengrund, Fußgrund, Göhren, Gemeinreuth, Geroldsgrün, Götzengrund, Grubenberg, Neuensorg, Räumlas, Räumlasgrund, Süßenreuth, Tierofmühle.

### Kasten- und Richteramt Lichtenberg
Lichtenberg war ursprünglich in der Hand der Herzogen von Meran. Mit deren Aussterben im Jahr 1248 kam es an die Grafen zu Orlamünde, die es 1417 an Caspar von Waldenfels als Freieigen verkauften. In der Folgezeit gelangte es nach und nach an Brandenburg-Bayreuth. 1631 wurde das Oberamt Lichtenberg eingerichtet. Seit 1777 ist es Teil der Landeshauptmannschaft Hof.
Folgende Orte unterstanden dem Amt Lichtenberg:
Blechschmidtenhammer, Bobengrün, Burkstein, Carlsgrün, Christusgrün, Dörflas, Dorschenmühle, Dürrenwaid, Dürrnberg, Erlaburg, Fichten, Gerlas, Geroldsgrün, Großenreuth, Grund, Heinrichsdorf, Hermesgrün, Hertwegsgrün, Hirschberglein, Horwagen, Kleinschmieden, Knock, Krötenmühle, Langenbach, Lichtenberg, Lochau, Marxgrün, Mittelklingensporn, Mohr, Mordlau, Mühlleithen, Neumühle, Oberklingensporn, Obersteben, Oberzeitelwaidt, Schafhof, Schleeknock, Schnappenmühle, Selbitzmühle, Steinbach, Stoffelmühle, Thiemitz, Thiemitzmühle, Thierbach, Unterklingensporn, Untersteben, Vogelsmühle, Vorwerk, Ziegelhütte.

### Kasten- und Richteramt Lauenstein
Im 13. Jahrhundert gehörte die Herrschaft Lauenstein den Grafen von Orlamünde. 1427 übertrugen sie ihre lehensherrlichen Ansprüche an die Burggrafschaft Nürnberg. Belehnt wurden damit zunächst die Grafen von Schwarzburg-Leutenberg, 1506 verkauften sie diese an die Grafen von Mansfeld. 1622 gelangte es vollständig an Brandenburg-Bayreuth und wurde ein Amt des Fürstentums. 1778 wurde dieses der Landeshauptmannschaft Hof einverleibt.
Folgende Orte unterstanden dem Amt:
Buchbach, Ebersdorf, Falkenstein, Fischbachsmühle, Friedersdorf, Kleintettau, Köhlbach, Kupferhammer, Langenau, Lauenstein, Lauenhain, Lehesten, Lichtenhain, Ludwigsstadt, Neuenbau, Neuhüttendorf, Oberer und Unterer Neuhüttendorfer Hammer, Ottendorf, Sattelgrund, Schauberg, Spitzberg, Springelhof, Steinbach, Tatzwig, Tettau, Unterstuhlhütten, Wildberg, Windheim.

### Kasten- und Stadtrichteramt Münchberg
Die Ämter Münchberg und Sparneck bildeten ursprünglich das brandenburg-bayreuthische Oberamt Stockenroth. 1779 wurde es in die Landeshauptmannschaft Hof eingegliedert.
Folgende Orte unterstanden dem Amt:
Ahornberg, Ahornis, Albertsberg, Albertsreuth (z. T.), Almbranz, Angermühle, Benk, Bärlas (z. T.), Biengarten (z. T.), Bug, Bug, Dietelmühle, Edlendorf, Eiben bei Münchberg, Eiben bei Weißdorf, Förmitz (z. T.), Friedmannsdorf (z. T.), Geigersmühle, Germersreuth, Gottersdorf, Grossenau (z. T.), Grund, Hildbrandsgrün (z. T.), Horlachen, Jehsen, Laubersreuth, Lehsten (z. T.), Maulschelle, Meierhof, Markersreuth, Mechlenreuth, Mödlenreuth, Modlitzmühle, Münchberg, Mußenbach, Oelschnitz, Oelschnitzer Mühle, Oppenroth, Ottengrün, Plösen, Poppenreuth (z. T.), Querenbach, Rabenreuth, Reuthlas, Rieglersreuth (z. T.), Rothe Mühle, Schlegel, Schödlas, Schweinsbach (z. T.), Selbitz (z. T.), Sichartsmühle, Solg, Straas (z. T.), Ulrichsmühle, Unfriedsdorf, Weißdorf, Weißlenreuth, Wulmersreuth, Zimmermühle.

### Kasten- und Richteramt Sparneck
Der ursprüngliche Verwaltungssitz war Stockenroth. Erst seit Ende des 18. Jahrhunderts war es Sparneck. Folgende Orte unterstanden dem Amt:
Albertsreuth (z. T.), Bärlas (z. T.), Biengarten (z. T.), Bucheck, Bucheckmühle, Förmitz (z. T.), Friedmannsdorf (z. T.), Götzmannsgrün, Grossenau (z. T.), Großlosnitz, Grohenbühl, Hallerstein, Hildbrandsgrün (z. T.), Kleinlosnitz mit Mühle, Lehsten (z. T.), Lohmühle, Martinlamitz mit Mühle (Hasenmühle), Mussen, Poppenreuth (z. T.), Rieglersreuth (z. T.), Reinersreuth, Reinersreuther Mühle, Saalmühle, Schieda, Schnackenhof, Schweinsbach (z. T.), Selbitz (z. T.), Sparneck mit Mühle, Steinbühl, Straas (z. T.), Völkenreuth, Walpenreuth, Wüstenselbitz, Selbitz (z. T.), Wundenbach, Zell, Ziegelhütte.